# Elecciones al Parlamento Europeo de 1979 (Dinamarca)
En las elecciones al Parlamento Europeo de 1979 en Dinamarca, celebradas en junio, se escogió a los 16 representantes de dicho país para la primera legislatura del Parlamento Europeo.

## Resultados
| Datos de participación | Datos de participación | Datos de participación |
| ---------------------- | ---------------------- | ---------------------- |
| Censo electoral        | 3.754.423              | 100%                   |
| Votantes               | 1.791.268              | 47,7                   |
| Abstención             | 1.963.155              | 52,3                   |
| A candidatura          | 1.754.211              |                        |

| ← Elecciones al Parlamento Europeo de 1979 → |         |       |         |
| Partido                                      | Votos   | %     | Escaños |
| Socialdemócratas (S)                         | 382.487 | 21,80 | 3       |
| Movimiento Popular Contra la CEE (FolkeB)    | 365.760 | 20,85 | 4       |
| Izquierda-Partido Liberal de Dinamarca (V)   | 252.767 | 14,41 | 3       |
| Partido Popular Conservador (KF)             | 245.309 | 13,98 | 2       |
| Centro Demócratas (CD)                       | 107.790 | 6,14  | 1       |
| Partido del Progreso (FP)                    | 100.702 | 5,74  | 1       |
| Partido Popular Socialista (SF)              | 81.991  | 4,67  | 1       |
| Danmarks Retsforbundet (DR)                  | 60.954  | 3,47  | 0       |
| Socialistas de Izquierda (VS)                | 59.379  | 3,38  | 0       |
| La Izquierda Radical (RV)                    | 56.944  | 3,25  | 0       |
| Partido Popular Cristiano (KrF)              | 30.985  | 1,77  | 0       |